# Tổng thống Nigeria
Tổng thống Nigeria, tên chính thức là tổng thống Cộng hòa Liên bang Nigeria, là nguyên thủ quốc gia, người đứng đầu chính phủ của Nigeria và là tổng tư lệnh của Lực lượng vũ trang Nigeria.
Tổng thống thực hiện quyền hành pháp theo quy định của Hiến pháp Nigeria. Những nhiệm vụ và quyền hạn của tổng thống bao gồm thi hành pháp luật liên bang, bổ nhiệm các chức danh hành pháp, ngoại giao và tư pháp ở cấp liên bang, quyết định chính sách đối ngoại của Nhà nước cử đại sứ, tiếp nhận đại sứ của nước ngoài và ký điều ước quốc tế.
Bola Tinubu là tổng thống đương nhiệm của Nigeria, nhậm chức vào ngày 29 tháng 5 năm 2023.

## Lịch sử

### Đệ nhất Cộng hòa Nigeria (1963–1966)
Ngày 1 tháng 10 năm 1960, Liên bang Nigeria trở thành một nước độc lập từ Anh, gồm ba vùng phía bắc, phía đông và phía tây, thủ đô là Lagos. Thủ hiến là người đứng đầu chính phủ mỗi vùng, trong khi thống đốc là nguyên thủ nghi lễ. Hội đồng Hành chính là chính phủ của Nigeria, do thủ tướng Abubakar Tafawa Balewa đứng đầu. Ngày 16 tháng 11 năm 1960, Nnamdi Azikiwe được bổ nhiệm làm toàn quyền thứ ba của Nigeria. Thống đốc và toàn quyền là đại diện của Nữ vương Elizabeth II, quân chủ Nigeria. Ngày 1 tháng 10 năm 1963, Nigeria trở thành một nước cộng hòa liên bang nhưng tiếp tục là thành viên Khối Thịnh vượng chung. Chức vụ tổng thống thay thế chức vụ toàn quyền làm nguyên thủ quốc gia của Nigeria. Nnamdi Azikwe trở thành tổng thống đầu tiên vào ngày 1 tháng 10 năm 1963. Dưới nền Đệ nhất Cộng hòa, tổng thống chủ yếu có vai trò nghi lễ, bao gồm tiếp đón quan chức nước ngoài và khai mạc Quốc hội.

### Chính phủ quân quản (1966–1979)
Năm 1966, một nhóm sĩ quan do Thiếu tá Chukwuma Nzeogwu chỉ huy tiến hành binh biến lật đổ nền Đệ nhất Cộng hòa, bao gồm sát hại thủ tướng Abubakar Tafawa Balewa, nhưng Thiếu tướng Johnson Aguiyi-Ironsi hạ bệ Nzeogwu và trở thành nguyên thủ quốc gia.
Tháng 7 năm 1966, một nhóm sĩ quan miền bắc tiến hành binh biến, sát hại Tướng Johnson Aguiyi-Ironsi và bổ nhiệm tham mưu trưởng, Trung tá Yakubu Gowon làm người đứng đầu chính phủ quân quản mới.
Năm 1975, Chuẩn tướng Murtala Mohammed tiến hành đảo chính lật đổ Tướng Yakubu Gowon và lãnh đạo chính phủ quân quản  cho đến khi bị ám sát vào năm 1976. Tổng tham mưu trưởng, Tướng Olusegun Obasanjo kế nhiệm Mohammed làm nguyên thủ quốc gia. Tướng Obasanjo hoàn tất quá trình dân chủ hóa do Chuẩn tướng Mohammed tiến hành. Trong cuộc bầu cử tổng thống năm 1979, Shehu Shagari trúng cử tổng thống.
Năm 1979, Nigeria thông qua hiến pháp thiết lập một tổng thống chế liên bang. Tổng thống được trao quyền hành pháp tương tự như tổng thống Hoa Kỳ. Quốc hội là cơ quan lập pháp lưỡng viện, gồm Thượng viện và Hạ viện.

### Đệ nhị Cộng hòa Nigeria (1979–1983)
Ngày 1 tháng 10 năm 1979, Nigeria khôi phục chế độ dân chủ sau hơn 13 năm quân quản. Trong cuộc tổng tuyển cử năm 1979, Shehu Shagari thuộc Đảng Quốc gia Nigeria trúng cử tổng thống, trở thành tổng thống dân cử đầu tiên của Nigeria.

### Chính phủ quân quản (1983–1999)
Ngày 31 tháng 12 năm 1983, Thiếu tướng Muhammadu Buhari tiến hành binh biến lật đổ nền Đệ nhị Cộng hòa và trở thành chủ tịch Hội đồng quân sự tối cao.
Tháng 8 năm 1985, tổng tham mưu trưởng, Thiếu tướng Ibrahim Babangida lật đổ Tướng Buhari và trở thành tổng thống kiêm chủ tịch Hội đồng Chính quyền Lực lượng vũ trang.
Ngày 26 tháng 8 năm 1993, Tướng Babangida từ chức và thành lập một chính phủ lâm thời. Ernest Shonekan được bổ nhiệm làm nguyên thủ quốc gia. Ngày 17 tháng 11 năm 1993, Tướng Sani Abacha lật đổ Shonekan và trở thành nguyên thủ quốc gia kiêm chủ tịch Hội đồng cầm quyền lâm thời.
Ngày 8 tháng 6 năm 1998, Tướng Abacha qua đời tại Dinh Tổng thống ở Abuja. Thiếu tướng Abdulsalami Abubakar kế nhiệm Abacha với tư cách là chủ tịch Hội đồng Chính quyền lâm thời.

### Đệ tứ Cộng hòa Nigeria (1999–hiện tại)
Ngày 29 tháng 5 năm 1999, Tướng Abdulsalami Abubakar từ chức và nhường chức vụ cho cựu nguyên thủ quốc gia Olusegun Obasanjo sau khi ông trúng cử tổng thống trong cuộc bầu cử tháng 2. Obasanjo tái cử nhiệm kỳ thứ hai vào năm 2003.
Ngày 29 tháng 5 năm 2007, Umaru Musa Yar'Adua nhậm chức tổng thống, hoàn thành quá trình chuyển giao quyền lực đầu tiên từ một tổng thống mãn nhiệm sang một tổng thống mới. Yar'Adua qua đời tại Dinh Tổng thống ở Abuja vào ngày 5 tháng 5 năm 2010, nguyên thủ quốc gia thứ hai qua đời tại đó sau Tướng Sani Abacha.
Ngày 6 tháng 5 năm 2010, Goodluck Jonathan nhậm chức tổng thống sau khi trúng cử trong cuộc tổng tuyển cử năm 2010. Ngày 29 tháng 5 năm 2015, Muhammadu Buhari nhậm chức tổng thống sau khi trúng cử trong cuộc tổng tuyển cử năm 2015 Ông tái cử nhiệm kỳ thứ hai trong cuộc tổng tuyển cử năm 2019. Ngày 29 tháng 5 năm 2023, Bola Tinubu nhậm chức tổng thống sau khi trúng cử trong cuộc tổng tuyển cử năm 2023.

## Quy trình bầu cử

### Hệ thống đầu phiếu
Bầu cử tổng thống được tổ chức theo hệ thống bầu cử hai vòng. Ứng cử viên nhận được nhiều phiếu bầu nhất và ít nhất 25% số phiếu bầu ở ít nhất 24 trong số 36 bang của Nigeria và Lãnh thổ Thủ đô Liên bang ở vòng đầu trúng cử tổng thống. Trong trường hợp không có ứng cử viên nào trúng cử thì vòng hai được tổ chức giữa hai ứng cử viên nhận được nhiều phiếu bầu nhất. Ở vòng hai, ứng cử viên nhận được nhiều phiếu bầu nhất và ít nhất 25% số phiếu bầu tại ít nhất 24 trong số 36 bang và Lãnh thổ Thủ đô Liên bang trúng cử tổng thống. Ở vòng ba, ứng cử viên nhận được ít nhất quá nửa số phiếu bầu trúng cử tổng thống.

### Tiêu chuẩn
Tổng thống phải hội đủ các điều kiện sau đây:
- Có quốc tịch Nigeria khi sinh ra;
- Đủ 35 tuổi trở lên;
- Là thành viên của một đảng và được đảng đó đề cử;
- Đã tốt nghiệp trung học phổ thông.

### Nhậm chức

#### Tuyên thệ nhậm chức
Tổng thống tuyên thệ nhậm chức trước chánh án Tòa án Tối cao Nigeria hoặc người giữ quyền chánh án Tòa án tối Nigeria như sau:
Tôi xin tuyên thệ/khẳng định rằng tôi sẽ trung thành với Cộng hòa Liên bang Nigeria; nỗ lực hoàn thành nhiệm vụ với tư cách là Tổng thống Cộng hòa Liên bang Nigeria một cách trung thực, phù hợp với Hiến pháp, pháp luật Cộng hòa Liên bang Nigeria và luôn vì chủ quyền, toàn vẹn, đoàn kết, phúc lợi và thịnh vượng của Cộng hòa Liên bang Nigeria; nỗ lực duy trì các Mục tiêu cơ bản và Nguyên tắc chỉ đạo của chính sách nhà nước của Hiến pháp Cộng hòa Liên bang Nigeria; không để tư lợi ảnh hưởng đến công vụ; nỗ lực bảo vệ Hiến pháp Cộng hòa Liên bang Nigeria; tuân thủ Bộ quy tắc ứng xử trong Phụ lục 5 Hiến pháp Cộng hòa Liên bang Nigeria; đối xử đúng mực với mọi người theo pháp luật một cách vô tư trong mọi trường hợp; không trực tiếp hoặc gián tiếp truyền đạt hoặc tiết lộ cho bất kỳ ai những vấn đề mà tôi sẽ xem xét hoặc sẽ biết với tư cách là tổng thống Cộng hòa Liên bang Nigeria, trừ phi cần thiết để thực hiện nhiệm vụ với tư cách là tổng thống; và toàn tâm toàn ý phục vụ, mưu cầu hạnh phúc cho nhân dân Nigeria. Xin Chúa giúp tôi.

## Nhiệm vụ và quyền hạn

### Bổ nhiệm
Tổng thống bổ nhiệm những chức danh sau đây:
- Thư ký Chính phủ;
- Thành viên Hội đồng Hành chính Liên bang;
- Tư lệnh Lực lượng vũ trang Nigeria;
- Chánh Văn phòng Tổng thống
- Trợ lý tổng thống;
- Thư ký báo chí tổng thống;
- Thủ trưởng cơ quan liên bang;
- Trưởng cơ quan đại diện Nigeria ở nước ngoài.

### Tổng tư lệnh
Tổng thống là tổng tư lệnh Lực lượng vũ trang Nigeria và có quyền ban hành chỉ thị quân sự, hoạch định chính sách quốc phòng và bổ nhiệm các chức vụ chỉ huy cấp cao như tổng tham mưu trưởng quốc phòng.

### Đối ngoại
Tổng thống thay mặt Nigeria về đối ngoại, quyết định chính sách đối ngoại của Chính phủ Liên bang và ký điều ước quốc tế nhân danh Nhà nước.

## Nhiệm kỳ

### Giới hạn nhiệm kỳ
Nhiệm kỳ của tổng thống là bốn năm. Tổng thống không được giữ chức vụ quá hai nhiệm kỳ.

## Nơi ở và làm việc
Dinh Tổng thống Aso Rock là nơi ở và làm việc chính thức của tổng thống.

## Di chuyển

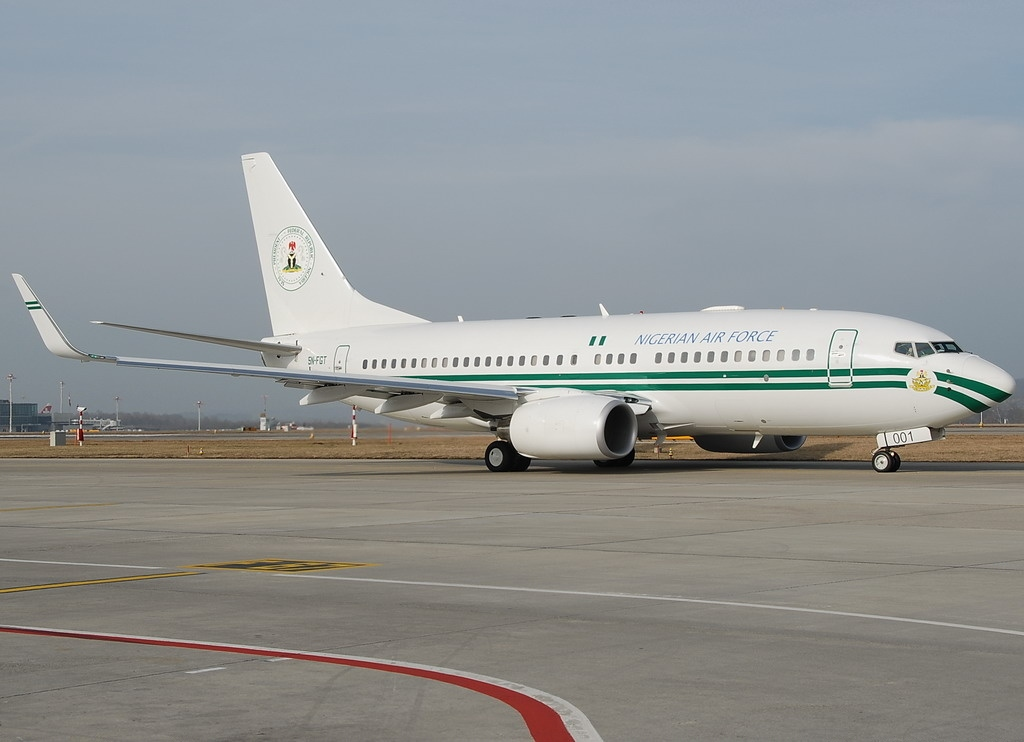
Eagle One là chuyên cơ của tổng thống

Chính phủ Nigeria cung cấp chuyên xa của tổng thống Nigeria. Lực lượng Cảnh sát cơ động và Cục An ninh quốc gia đảm bảo an toàn của tổng thống khi di chuyển trên bộ. Chuyên xa hiện tại của tổng thống là Mercedes-Maybach S680. Không quân Nigeria phục vụ chuyến bay chuyên cơ của tổng thống. Đội bay hiện tại của tổng thống gồm:
- Một máy bay Boeing Business Jet
- Một máy bay Gulfstream G500
- Một máy bay Gulfstream G550
- Hai trực thăng AgustaWestland AW189[50][51]
- Hai trực thăng AgustaWestland AW139[52]
- Một máy bay Airbus A330